# Xã Harlan, Quận Decatur, Kansas
Xã Harlan (tiếng Anh: Harlan Township) là một xã thuộc quận Decatur, tiểu bang Kansas, Hoa Kỳ. Năm 2010, dân số của xã này là 21 người.